# Ayacucho (regio)
Ayacucho (Aymara en Quechua: Ayakuchu) is een regio in het zuiden van Peru. Op een oppervlakte van 43.815 km² leven 688.657 inwoners (2015). De hoofdstad is Ayacucho. De regio grenst in het westen aan Ica, in het noordwesten aan Huancavelica, in het noorden aan Junín, in het oosten aan Cuzco en Apurímac en in het zuiden aan Arequipa.

## Geschiedenis
De regio werd op 15 februari 1825 door Simón Bolívar gesticht.

## Bevolking
Het grootste deel van de bevolking is inheems en spreekt de Chanka-variant van het Quechua.

## Bestuurlijke indeling
De regio is verdeeld in elf provincies, die weer zijn onderverdeeld in 124 districten. Achter elke provincie wordt de hoofdplaats genoemd.
| Nr. | Provincie            | Inwoners | Oppervlakte | UBIGEO | Districten | Hoofdplaats   | Inwoners |
| --- | -------------------- | -------- | ----------- | ------ | ---------- | ------------- | -------- |
| 1   | Cangallo             | 33.846   | 1.889 km²   | 0502   | 6          | Cangallo      | -        |
| 2   | Huamanga             | 281.270  | 3.100 km²   | 0501   | 16         | Ayacucho      | 228.427  |
| 3   | Huanca Sancos        | 10.362   | 2.862 km²   | 0503   | 4          | Huanca Sancos | 4.240    |
| 4   | Huanta               | 110.137  | 3.886 km²   | 0504   | 13         | Huanta        | -        |
| 5   | La Mar               | 88.747   | 4.307 km²   | 0505   | 15         | San Miguel    | 77.890   |
| 6   | Lucana               | 68.534   | 14.495 km²  | 0506   | 21         | Puquío        | 17.890   |
| 7   | Parinacochas         | 33.405   | 5.968 km²   | 0507   | 8          | Coracora      | 10.851   |
| 8   | Paucar del Sara Sara | 11.038   | 2.097 km²   | 0508   | 10         | Pausa         | 1.391    |
| 9   | Sucre                | 11.993   | 1.786 km²   | 0509   | 11         | Querobamba    | 1.801    |
| 10  | Víctor Fajardo       | 23.532   | 2.260 km²   | 0510   | 12         | Huancapí      | 2.163    |
| 11  | Vilcas Huamán        | 23.288   | 1.171 km²   | 0511   | 8          | Vilcas Huamán | 2.577    |

| Detailkaart |
| ----------- |
|             |
| Provincies  |

## Geografie
De hoogste berg is de Sarasara, 5453 meter. Rivieren zijn de Apurímac en Mantaro.
Amazonas · Áncash · Apurímac · Arequipa · Ayacucho · Cajamarca · Callao · Cuzco · Huancavelica · Huánuco · Ica · Junín · La Libertad · Lambayeque · Lima · Loreto · Madre de Dios · Moquegua · Pasco · Piura · Puno · San Martín · Tacna · Tumbes · Ucayali

Zelfstandige provincie: Lima